# Équipe du Niger des moins de 20 ans de football
L'équipe du Niger des moins de 20 ans est une sélection de joueurs de moins de 20 ans au début des deux années de compétition placée sous la responsabilité de la Fédération du Niger de football.

## Histoire
L'équipe du Niger des moins de 20 ans dispute son premier match international le 12 août 1990 à Niamey face à la Tunisie, dans le cadre des éliminatoires pour la CAN junior 1991 (1-1).
Elle participera à sa toute première compétition internationale en 2019, lors de la CAN junior organisée au Niger.

## Parcours en Coupe d'Afrique des nations des moins de 20 ans
- Ne participe pas de 1977 à 1989
- 1991 : 1er Tour
- 1993 : Tour préliminaire
- 1995 : Tour préliminaire
- 1997 : Ne participe pas
- 1999 : Ne participe pas
- 2001 : Ne participe pas
- 2003 : Ne participe pas
- 2005 : Disqualifié au 2e Tour
- 2007 : 1er Tour
- 2009 : 1er Tour
- 2011 : Ne participe pas
- 2013 : 1er Tour
- 2015 : 1er Tour
- 2017 : 1er Tour
- 2019 : Phases de groupe
- 2021 : (Demi-finale zone Ufoa B)
- 2023 : (Phase de groupe zone Ufoa B)
- 2025 : (Demi-finale zone Ufoa B)

## Parcours en Coupe du monde des moins de 20 ans
L’équipe du Niger n’a jamais participé a la Coupe du monde de football des moins de 20 ans.

## Palmarès
- Tournoi de l'UEMOA
  - Vainqueur en 2010

- Jeux de la Francophonie
  - Troisième en 2023